# Küstriner Vorland
Küstriner Vorland é um município da Alemanha, situado no distrito de Märkisch-Oderland, no estado de Brandemburgo. Tem 45,97 km² de área, e sua população em 2019 foi estimada em 2.575 habitantes.